# Estoloides alboscutellaris
Estoloides alboscutellaris là một loài bọ cánh cứng trong họ Cerambycidae.